# 遥拝勤行
遥拝勤行（ようはいごんぎょう）とは、宗教団体・冨士大石寺顕正会（顕正会）の会員（信者）が主に行っている勤行のこと。

## 実践
静岡県富士宮市にある大石寺に安置されている「本門戒壇の大御本尊」に向かって一日2回（朝と夕）に法華経（方便品第二と如来寿量品第十六）の勤行と唱題（題目を唱える）を行う。同じく日蓮正宗から分派した新宗教団体である創価学会や正信会では「御本尊（ごほんぞん）」と呼ばれる曼荼羅に向かって一日2回（朝と夕）の勤行を行うが、顕正会は一般会員に対して御本尊の授与を行っていないため、大石寺にある大御本尊を直接拝み参らせるという形を取っている。

## 歴史
遥拝勤行が行われるようになったきっかけは、顕正会がまだ妙信講といった1960年代にまで遡る。

妙信講は当時、日蓮正宗内最大の講中だった創価学会と宗門66世法主細井日達が癒着し日蓮の御遺命（遺言）にある広宣流布の暁の国立戒壇建立という道筋を放棄しようとしていると強く非難した。1964年（昭和39年）、妙信講は日達から大石寺への参詣（「登山」）を一時禁止されてしまう。処分は後に解除されるが、1972年（昭和47年）、今度は宗門から「国立戒壇」の言葉を二度と使わないようにと指示され妙信講は猛反発。1974年（昭和49年）には創価学会本部への突入事件を起こし、講中解散処分を受ける。

これによって妙信講改め顕正会員の大石寺登山は現在まで全面的に禁止され、御本尊の授与も行われなくなった。

会館などでは破門前に下付された御本尊が現在も引き続き安置されており、破門後に建設された会館には写本が安置されるようになったが、妙信講第2代講頭浅井昭衛は機関紙『顕正新聞』などで、日蓮正宗伝統の五座三座の勤行を御本尊に正対するのではなく、日本中どこからでも大石寺の方向を向いて行うように指導した。これは戦前の国家神道で行われた宮城遥拝で東京・皇居の方向を向いて敬礼を行っていたのを、大石寺に置き換えることで正当化される。

さらに昭衛は正宗系教団の伝統とされている五座三座の勤行を一方的に短縮、方便品と寿量品を各1回だけ読誦する新たな形式の勤行を創価学会に先駆けて導入するにまで至った。